# I. Panamuva
I. Panamuva (vagy Pannamuwa, Panammu, Pannamu) Szamal Királyság hetedik ismert uralkodója, Karli fia. Pontos datálása az egykorú, nem szamali források hiányában nem lehetséges. Mivel azonban nagyapja, Kilamuva i. e. 820 után halt meg, és köztük még apja, Karli is uralkodott, az i. e. 8. század első néhány évtizede lehetséges.
Panamuvával kapcsolatos ismereteink arról a Hadad-szoborról származnak, amelyet 1890-ben fedeztek fel Zincirli Höyük telljének északkeleti oldalában. Ennek 34 soros, sajnos erősen erodált állapotú felirata az elsődleges forrása az i. e. 8. századi Szamal történetének és kultúrájának. A felirat szamali nyelven íródott, amely az arameus önálló nyelvjárása, mivel erősen keveredik benne a föníciai és arámi, emellett azonban hangsúlyos hettita hatás is felfedezhető. A fogalmazásban a Kilamuva-sztéléhez képest újabb hettita elem fedezhető fel, a Hadaddal kötött szövetség, az isteni gondoskodás gondolata, amellyel kiteljesedik a hettita irodalmi stílus átvétele.
Két generáció, azaz néhány évtized telt el Kilamuva uralkodása óta, és míg a Kilamuva-sztélé a két alapetnikum (nomád arameusok és földműves hettiták) konfrontációjáról ír, a Hadad-szobron ennek nincs nyoma. A két népesség valószínűleg teljesen egybeolvadt, ennek tudható be a szamali nyelvjárás kialakulása is.
A szöveg szerint az uralkodó nagy gondot fordított a királyi ház belső viszonyainak stabilizálására, a trónöröklés zavargásmentességére. Ez az elem belső problémákat jelez már Panamuva korában, amelyek fia, Barszur idejére sem szűntek meg, sőt akkor teljesedtek ki.